# كريستوف لكسنبرغ
كرِستوف لُكسنبرغ (بالألمانية: Christoph Luxenberg)، هو اسم مستعار لمؤرخ وعالم عربيات وساميات ألماني، اشتهر بكتابة كتاب قراءة آرامية سريانية للقرآن التي افترض فيها كتابة أجزاء من القرآن باللغة السريانية.
اختار المؤلف أن ينشر الكتاب باسم مستعار مخافة أن يستهدف بأعمال انتقامية بتهمة معاداة الإسلام.